# Công quốc Lancaster

Huy hiệu của Công quốc Lancaster

Công quốc Lancaster (Tiếng Anh: Duchy of Lancaster) là tài sản riêng của Quốc vương Anh. Mục đích chính của lãnh địa này là cung cấp nguồn thu nhập độc lập cho quân vương. Di sản bao gồm một danh mục đất đai, tài sản và tài sản được ủy thác cho chủ quyền và được quản lý riêng biệt với Tài sản vương quyền. Công quốc này bao gồm 18.433 ha (45.550 mẫu Anh) đất đai (bao gồm bất động sản nông thôn và đất nông nghiệp), các khu phát triển đô thị, các tòa nhà lịch sử và một số tài sản thương mại trên khắp nước Anh và xứ Wales, đặc biệt là ở Cheshire, Staffordshire, Derbyshire, Lincolnshire, Yorkshire, Lancashire và Tài sản Savoy ở Luân Đôn. Công quốc Lancaster là một trong hai công quốc hoàng gia: công quốc còn lại là Công quốc Cornwall, cung cấp thu nhập cho Công tước xứ Cornwall, theo truyền thống do Thân vương xứ Wales nắm giữ.